# Hannelore Anke
Hannelore Anke (Schlema, 8 de dezembro de 1957) é uma nadadora alemã, ganhadora de duas medalhas de ouro em Jogos Olímpicos.
Foi recordista mundial dos 100 metros peito entre 1976 e 1978, e no revezamento medley pela equipe da Alemanha Oriental. Entrou no International Swimming Hall of Fame em 1990.

## Doping
Funcionários da equipe da Alemanha Oriental, anos mais tarde, admitiram que administraram drogas de melhoria de desempenho para Hannelore Anke durante sua carreira.